# Arctomelon stearnsii
Arctomelon stearnsii is een slakkensoort uit de familie van de Volutidae. De wetenschappelijke naam van de soort is voor het eerst geldig gepubliceerd in 1872 door Dall.